# Barra do Garças Futebol Clube
Barra do Garças Futebol Clube é um clube brasileiro de futebol da cidade de Barra do Garças, no estado de Mato Grosso. O time ostenta o nome de Galo da Serra. Estreou no Campeonato Estadual em 1978 – ano de sua fundação – e só não participou do certame do ano 2000. Vice-campeão em 1988, 2003, 2006 e 2011 nunca conquistou o título.
Em razão de dívidas com a CBF, agravadas com o rebaixamento na série B em 1995, em 1998 teve que ser criado o Barra Esporte Clube, porém em 2008 o clube novamente voltou como Barra do Garças Futebol Clube.[carece de fontes?] Sua última competição foi a segunda divisão estadual de 2013. No ano seguinte cedeu espaço ao Araguaia.

## Títulos
- Campeonato Mato-Grossense

Vice-Campeão: 1988, 2003, 2006 e 2011

## Estatísticas

### Participações
|  | Participações em 2020 |

| Competição                              | Temporadas | Melhor campanha        | Anos                            | P | R |
| Campeonato Mato-Grossense               | 33         | Vice-campeão (4 vezes) | 1978-1991, 1993-1999, 2001-2012 |   | 1 |
| Campeonato Mato-Grossense - 2.ª Divisão | 1          | 4º colocado (2013)     | 2013                            | – |   |
| Campeonato Brasileiro - Série B         | 2          | 20º colocado (1994)    | 1994-1995                       | – | 1 |
| Copa do Brasil                          | 2          | 1ª fase (2004 e 2007)  | 2004, 2007                      |   |   |